# Chaetostricha mulierum
Chaetostricha mulierum är en stekelart som först beskrevs av Girault 1912.  Chaetostricha mulierum ingår i släktet Chaetostricha och familjen hårstrimsteklar. Inga underarter finns listade i Catalogue of Life.